# 秀麗富嶽十二景
秀麗富嶽十二景（しゅうれいふがくじゅうにけい）とは、大月市域内にあり、富士山を望む優れた景観がある場所として、
山梨県大月市が1992年に定めた12の山域（山頂）。

## 概要
大月市のふるさと創生事業として観光促進や自然保護に活用するために定められた。大月市から見て南南西方向にある富士山は三ツ峠山等の山々がその裾野を隠すことになるが、これを富士山が十二単を身につけているように見えるとして、12の数字をとって十二景が選ばれた。選定は大月市出身の山岳写真家白簱史朗を中心におこなわれ、1990年に白簱による撮影が行われた。
大月市の主催による秀麗富嶽十二景写真コンテストが毎年開催されている。
1番山頂から12番山頂まで番号がつけられており、2つの山頂が1つとして数えられているものもある。山頂として数えれば19峰が選ばれている。

## 十二景
1. 1番山頂　雁ヶ腹摺山（1874メートル）・姥子山（1503メートル）
2. 2番山頂　牛奥ノ雁ヶ腹摺山（1990メートル）[1]・小金沢山（2014.3メートル）
3. 3番山頂　大蔵高丸（1781メートル）・ハマイバ（1752.0メートル）
4. 4番山頂　滝子山（1590.3メートル）[2]・笹子雁ヶ腹摺山（1357.7メートル）
5. 5番山頂　奈良倉山（1348.9メートル）
6. 6番山頂　扇山（1138メートル）
7. 7番山頂　百蔵山（1003.4メートル）
8. 8番山頂　岩殿山（634メートル）・お伊勢山（丘陵地・約550メートル）
9. 9番山頂　高畑山（981.9メートル）・倉岳山（990.1メートル）[3]
10. 10番山頂　九鬼山（970.0メートル）
11. 11番山頂　高川山（975.7メートル）
12. 12番山頂　本社ケ丸（1630.8メートル）・清八山（1593メートル）